# Luitzen Egbertus Jan Brouwer
Luitzen Egbertus Jan (Bertus) Brouwer (Overschie, 27 februari 1881 – Blaricum, 2 december 1966) was een Nederlandse wiskundige en filosoof. Hij is de grondlegger van de intuïtionistische wiskunde en van de moderne topologie. Naar hem is de dekpuntstelling van Brouwer genoemd.

## Biografie
Brouwer was van kinds af aan een briljante leerling. Toen hij negen was ging hij naar de hbs in Hoorn. Hij behaalde het diploma hbs-B en daarna deed hij nog in één jaar gymnasium-alfa en -beta aan het Stedelijk Gymnasium Haarlem. Op zijn 16e ging hij wis- en natuurkunde studeren aan de Universiteit van Amsterdam, waar hij in 1904 zijn doctoraalexamen behaalde. Zijn eerste publicatie behandelde rotatie (wiskunde) in vier dimensies. Drie jaar later promoveerde hij cum laude bij Diederik Johannes Korteweg op een proefschrift getiteld Over de Grondslagen der Wiskunde.

## Werk

### Proefschrift
In zijn dissertatie nam Brouwer afstand van Kants stelling dat de driedimensionale euclidische ruimte a priori gegeven was. Het enige a prioristische element in de wetenschap was volgens Brouwer de tijd.
Een ander opvallend punt hierin was de rol van de logica in de wiskunde. Wiskunde was volgens Brouwer onafhankelijk van de logica. Hiermee nam hij stelling tegen grote wiskundigen van zijn tijd als de logicist Bertrand Russell en de formalist David Hilbert. Volgens Brouwer waren de wiskundige denkhandelingen van de mens oorspronkelijke creaties.
Verder nam hij afstand van de axiomatische methode, dat wil zeggen dat men uitgaande van enkele axioma's alle stellingen kan afleiden. Deze methode is onbruikbaar om de wiskunde op te grondvesten.
In zijn proefschrift schreef hij ook dat het principe van de uitgesloten derde (tertium non datur: er is geen derde (mogelijkheid)), dat wil zeggen iets is waar of iets is niet waar, correct was. Hierop kwam hij later terug. In latere jaren verwierp Brouwer dit principe en daarmee ieder bewijs uit het ongerijmde.

### Topologie, intuïtionisme en significa
Tussen 1909 en 1913 was Brouwer zeer productief en legde hij de grondslagen van de moderne topologie. In deze periode verwierf hij internationale faam en legde hij contacten met de internationale wiskundige wereld.
In 1912 werd Brouwer benoemd tot buitengewoon hoogleraar aan de Universiteit van Amsterdam. Zijn inaugurele rede was getiteld Intuïtionisme en Formalisme. Een jaar later volgde zijn benoeming tot gewoon hoogleraar als opvolger van Diederik Johannes Korteweg. Korteweg op zijn beurt nam de vrijgevallen plaats van buitengewoon hoogleraar in totdat hij in 1918 met emeritaat ging.
Na zijn benoeming tot hoogleraar werkte Brouwer hoofdzakelijk aan de opbouw van de intuïtionistische wiskunde. Zijn verwerping van (grote delen van) de klassieke wiskunde oogstte zowel bijval als tegenstand bij zijn tijdgenoten. Uiteindelijk is de intuïtionistische wiskunde een gerespecteerde minderheidsstroming gebleven.
Omstreeks 1915 maakte hij kennis met belangrijke Nederlandse aanhangers van de significa van Victoria Lady Welby. Het leidde ertoe dat hij in 1917 met onder meer Frederik van Eeden en Gerrit Mannoury de Signifische Kring oprichtte en korte tijd betrokken was bij de oprichting van de Internationale School voor Wijsbegeerte te Amersfoort.
Brouwer heeft vele lezingen gegeven. In Wenen gaf hij in 1928 twee lezingen, getiteld Mathematik, Wissenschaft und Sprache en Die Struktur des Kontinuums. Onder zijn gehoor bevonden zich Kurt Gödel en Ludwig Wittgenstein. Van Wittgenstein wordt gezegd dat hij, geïnspireerd door Brouwer, weer aan filosofie ging doen. Wittgenstein, die eerder vond dat hij met zijn Tractatus Logico-Philosophicus alles al gezegd had wat er te zeggen viel, lijkt invloed van Brouwer verwerkt te hebben in zijn postuum gepubliceerde Philosophische Bemerkungen.

### Grondslagenstrijd
In de jaren twintig ontbrandde de grondslagenstrijd tussen Brouwer en Hermann Weyl enerzijds, en David Hilbert anderzijds. In 1928 werd Brouwer, ondanks verzet van Albert Einstein, uit de redactie gezet van de Mathematische Annalen, een gezaghebbend wiskundig tijdschrift. Brouwer was hierdoor zeer aangeslagen en zou nooit meer zo creatief worden als daarvoor.
Tijdens de oorlogsjaren was hij het verzet ter wille en probeerde hij zijn joodse vrienden te helpen. Hij liet echter zijn vele contacten met Duitse wiskundigen niet beïnvloeden door het feit dat zijn eigen land door Duitsland bezet was. Hij adviseerde zijn studenten de loyaliteitsverklaring te tekenen, opdat zij dan met rust zouden worden gelaten en zich nuttig zouden kunnen maken in het verzet. Na de oorlog werd hem hiervoor het recht om colleges te geven voor enkele maanden ontzegd. Brouwer was hierdoor diep gekwetst en overwoog om te emigreren.
In 1951 nam hij afscheid van de Universiteit van Amsterdam en in de jaren vijftig gaf Brouwer nog een groot aantal lezingen in Zuid-Afrika, de Verenigde Staten (onder meer aan het MIT en Princeton, New Jersey) en Canada. In Princeton bezocht hij de Oostenrijker Kurt Gödel, die daarnaartoe gevlucht was in 1939.
In 1966 overleed Brouwer aan de gevolgen van een verkeersongeluk toen hij de weg voor zijn huis in Blaricum overstak. Bij de begrafenis van Brouwer - in zeer kleine kring - werd door Max Euwe een toespraak gehouden.
Brouwer was lid van de Koninklijke Nederlandse Akademie van Wetenschappen, de Royal Society in Londen, de Pruisische Academie van Wetenschappen in Berlijn en de Akademie der Wissenschaften in Göttingen. Hij ontving eredoctoraten van de universiteiten van Oslo en Cambridge. Hij was Ridder in de Orde van de Nederlandse Leeuw.

## Huwelijk
Bertus Brouwer is op 31 augustus 1904 in Amsterdam getrouwd met Lize de Holl (Epe, 5 augustus 1870 – Naarden, 11 oktober 1959). Hun huwelijk bleef kinderloos. Lize (Reinharda Bernardina Frederica Elisabeth) was een dochter van Jan de Holl (1834-1880) en Eelbarta Johanna Jacoba Sasse (1843-1931). Haar vader was arts en verloskundige in Epe en Nieuwer-Amstel. Lize was ruim tien jaar ouder dan Bertus. Zij was eerder getrouwd geweest met de arts Hendrik Peijpers (De Rijp, 2 januari 1854 – Amsterdam, 15 januari 1904). Uit dat huwelijk had zij een dochter Louise, die op 26 maart 1893 werd geboren in Nieuwer-Amstel en op 18 april 1988 ongehuwd is overleden in Amsterdam. Haar huwelijk met Hendrik werd op 8 december 1898 ontbonden. In 1900 is Lize farmacie gaan studeren aan de Universiteit van Amsterdam. Na haar studie vestigde zij zich als apothekeres aan de Overtoom in Nieuwer-Amstel. De boekhouding van de apotheek werd door Bertus gedaan.

## Trivia
Op 21 september 2007 presenteerde TNT Post een postzegel met daarop de beeltenis van Brouwer.
Sinds 1970 wordt eens in de drie jaar de Brouwermedaille uitgereikt op het onder auspiciën van het Koninklijk Wiskundig Genootschap georganiseerde Nederlands Mathematisch Congres.

## Primaire literatuur
- Leven, Kunst en Mystiek (Delft: Waltman, 1905), in het Engels vertaald als Life, Art and Mysticism (Notre Dame Journal of Formal Logic, 37 (3), pp. 389–429 (Projekt Euklid)).
- “De onbetrouwbaarheid der logische principes.” Tijdschrift voor Wijsbegeerte 2 (1908), pp. 152–58.
- Verzamelde werken (vanuit het Nederlands vertaalde werken):
  - Collected Works 1. Philosophy and Foundations of Mathematics, A. Heyting (ed.), Amsterdam: North-Holland, 1975.
  - Collected Works 2. Geometry, Analysis, Topology and Mechanics, H. Freudenthal (ed.), Amsterdam: North-Holland, 1976.

## Secundaire literatuur
- Knapen, M. (1995). De bron en de stroom. Tilburg University Press, Tilburg "Brouwer bood een werkbaar alternatief voor de wiskunde van Aristoteles"
- van Dalen, Dirk, H. Freudenthal en Gerrit Krol  (21 februari 1981). L.E.J. Brouwer en de eenzaamheid van het gelijk. Vrij Nederland (Bijvoegsel)  : 1-34
- (en) Van Dalen, Dirk (1999). Mystic, Geometer, and Intuitionist: The Life of L.E.J. Brouwer, Volume 1: The Dawning Revolution. Oxford University Press.
- (en) Van Dalen, Dirk (2005). Mystic, Geometer, and Intuitionist: The Life of L.E.J. Brouwer, Volume 2: Hope and Disillusion. Oxford University Press.
- van Dalen, Dirk (2001). L.E.J. Brouwer 1881-1966, een biografie. Bert Bakker, Amsterdam. ISBN 9789035124431.

## Archief
- Het archief van L.E.J. Brouwer wordt bewaard in het Noord-Hollands Archief. Het omvat meer dan 6 meter papieren, foto's en cassettebandjes. Het archief is geschoond en sedert maart 2022 beschikbaar voor onderzoek.[6]